# Icchak Rubin
Icchak Rubin (ur. jako Henryk Rubin 31 marca 1913 w Rawie Mazowieckiej, zm. w styczniu 1996 w Kopenhadze) – polski historyk żydowskiego pochodzenia, o stopniu naukowym doktora.

## Dzieło życia
Jest autorem monografii Żydzi w Łodzi pod niemiecką okupacją, 1939–1945, którą napisał jako pracę doktorską (obronioną w grudniu 1963) i następnie po wielu trudnościach wydał w londyńskim wydawnictwie Kontra ćwierć wieku później. Praca jest uważana za najpoważniejsze opracowanie historii łódzkiego getta, w którym zginęła matka Icchaka Rubina. 
Monografia wzbudziła kontrowersje m.in. z uwagi na przedstawienie w niej w sposób rehabilitujący postaci Chaima Mordechaja Rumkowskiego – przełożonego Starszeństwa Żydów w tym getcie. Innym przedmiotem kontrowersji były, pojawiające się w publikacji, zarzuty udziału w zbrodniach na narodzie żydowskim stawiane Armii Krajowej i innym organizacjom polskiego podziemia niepodległościowego.

## Życiorys
Rubin, od 1927 mieszkający z rodzicami w Łodzi, pracował w okresie międzywojennym jako pracownik fizyczny i działał w Komunistycznym Związku Młodzieży Polskiej (pseudonim „Jakub”), był za działalność komunistyczną więziony w Łodzi, Łęczycy i Białymstoku, a po nieudanej próbie dotarcia do hiszpańskich oddziałów republikańskich – w Berezie Kartuskiej. Po wybuchu II wojny światowej znalazł się na ziemiach wschodnich II RP, a potem na przedwojennym terenie ZSRR, przyjmując obywatelstwo radzieckie. Pracując jako krawiec w spółdzielni pracy, ukończył szkołę średnią w Proskurowie, a potem uczył się w seminarium nauczycielskim w Kamieńcu Podolskim. Po wybuchu wojny niemiecko-radzieckiej został wcielony do Armii Czerwonej, ale niebawem zwolniony jako były obywatel Polski, po kilkuletnim pobycie w Uzbekistanie wstąpił w 1944 do armii Berlinga. Był m.in. oficerem politycznym, szybko awansował (1947 major, 1948 podpułkownik). W 1946 ukończył Oficerską Szkołę Służby Szyfrowo-Sztabowej, od 1949 służył w Marynarce Wojennej w randze komandora porucznika, jako szef Oddziału Łączności Specjalnej Sztabu Głównego Marynarki Wojennej. W lutym 1953 został zwolniony z Marynarki w atmosferze podejrzeń kierowanych wobec oficerów pochodzenia żydowskiego. Podjął pracę w Wydawnictwie Komunikacyjnym w Gdyni, a w 1955 w Wyższej Szkole Pedagogicznej w Gdańsku, gdzie prowadził zajęcia z ekonomii politycznej. W latach 1955–1959 odbył na uczelni gdańskiej studia historyczne pod kierunkiem prof. Witolda Łukaszewicza, co umożliwiło mu zatrudnienie w kierowanej przez Łukaszewicza Katedrze Historii Polski i Powszechnej XIX i XX wieku oraz przygotowanie wspomnianej wyżej dysertacji. Interwencje polityczne, a także inne kontrowersje wokół osoby autora (w tym działania Służby Bezpieczeństwa) doprowadziły do decyzji Ministerstwa Oświaty z lutego 1964, zawieszającej uchwałę Rady Wydziału o nadaniu Rubinowi stopnia doktora. W 1966 został usunięty z PZPR (był członkiem PPR od 1945), przez krótki czas został też zawieszony dyscyplinarnie, wreszcie postanowiono nie przedłużać mu jesienią 1966 okresu zatrudnienia. Odwołania Rubina pozostawały bezskuteczne, co szczególnie dotkliwie dało się zauważyć wobec żądania resortu, by dysertację dopracować zgodnie z zaleceniami nowych recenzentów, a jedna z tych recenzji – autorstwa prof. Henryka Jabłońskiego – nie została w ogóle kandydatowi udostępniona. W tej sytuacji Rubin wyjechał do Izraela, gdzie pracował w Domu Diaspory Uniwersytetu w Tel Awiwie, ale bez szans na dłuższe zatrudnienie – przeniósł się z kolei do Kopenhagi. Współpracował tam z instytucjami historycznymi Danii, Niemiec i Izraela, w 1988 udało mu się też finalnie, przy współpracy z Niną Karsov z Londynu, doprowadzić do wydania książkowego doktoratu.

## Publikacje
- Icchak Rubin: Żydzi w Łodzi pod niemiecką okupacją, 1939–1945. Londyn: Kontra, 1988. ISBN 0-907652-23-9. Brak numerów stron w książce